# D'Onofrio
D'Onofrio es una marca y empresa peruana fundada por el italiano Pedro D'Onofrio que está ligada a la venta de helados así como de panetón, chocolates y golosinas. D'Onofrio tiene una trayectoria muy larga en el Perú. Actualmente, pertenece a Nestlé. Llegando a varios países de Latinoamérica, incluyendo Estados Unidos.

## Historia

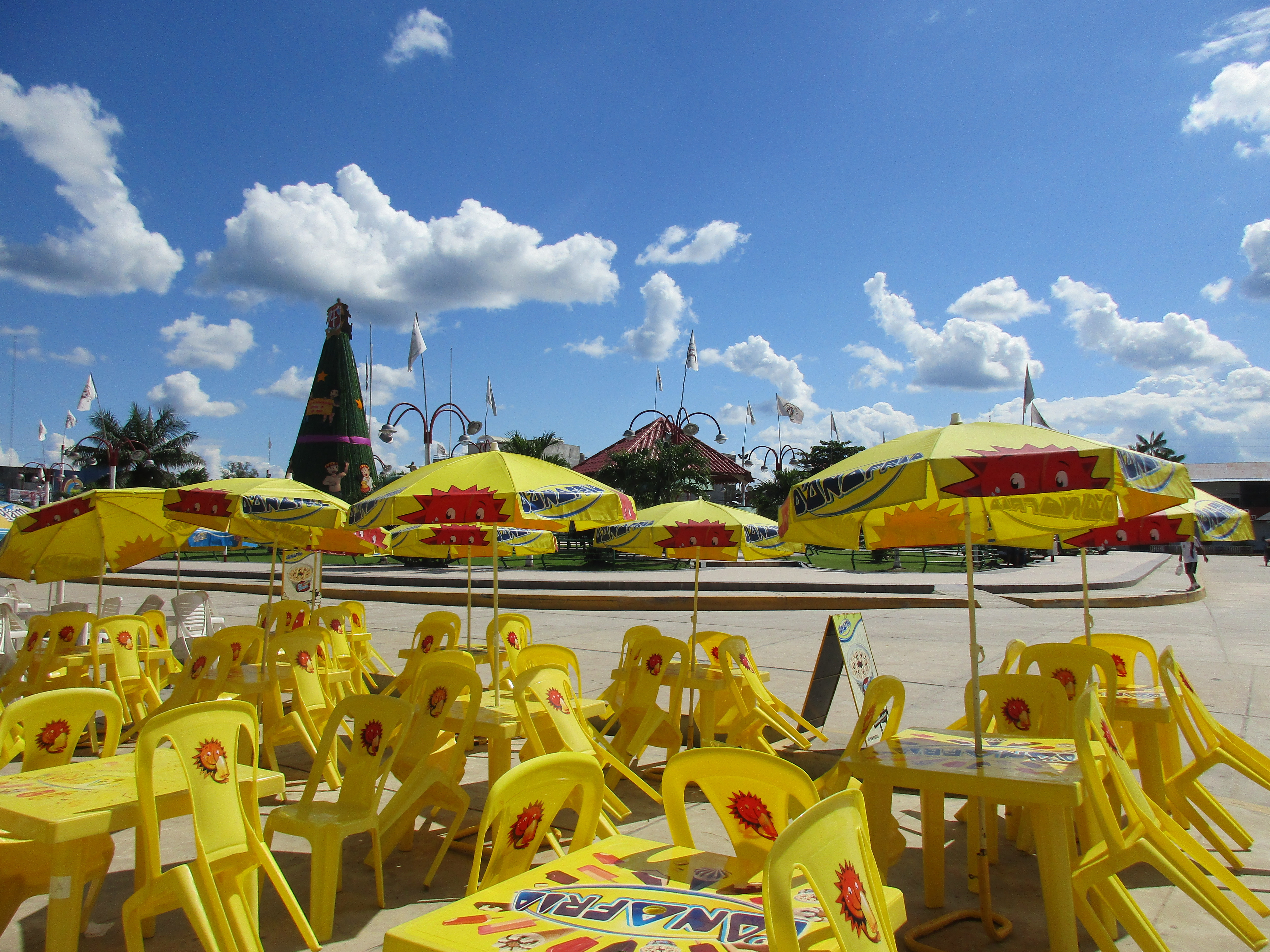
Puesto de helados D'Onofrio en la Plaza José Abelardo Quiñones en la ciudad peruana de Iquitos.

### Primeros años
El nombre D'Onofrio viene del apellido del italiano Pedro D'Onofrio, nacido en 1859 en la ciudad de Sessa Aurunca, quien a los 21 años dejó su pueblo natal para ir a buscar fortuna en Argentina.
Estando en Rosario de Santa Fe, recibió una carta de Buenos Aires de un amigo de la familia, Raffaele Cimarelli, que era propietario de un carrito de helados y le ofrecía el traspaso de su negocio. D'Onofrio aprendió a preparar helados.
En 1888, D'Onofrio retornó a Italia para visitar a su madre. Durante su viaje, conoció a Raffaella Di Paolo, con quien contrajo matrimonio, y decidieron volver a la Argentina.
Raffaele Cimarelli animó al matrimonio a trasladarse a Richmond (Virginia), un lugar con un clima muy favorable para el consumo de helados. Posteriormente, Cimarelli se fue a vivir a Perú, y nuevamente invitó al matrimonio a mudarse a Lima, ciudad sin invierno,[cita requerida] ideal para el negocio de helados.
Los D'Onofrio llegan a Lima a fines de 1897. Llevaron desde Richmond un carro de madera a tracción humana para el reparto de helados.

### Siguientes años

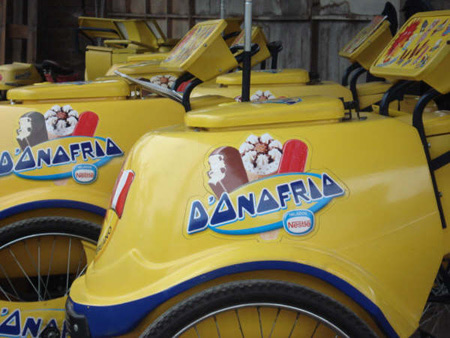
Carro de helados D'Onofrio

La familia se ubicó primero en la calle Pachacamilla, después en la calle Granados, y por último en la esquina de Sandía y Tipuani, en el barrio de Chacarilla, donde permaneció hasta 1914, cuando se trasladaron al local de la Av. Grau. La figura de don Pedro se hizo famosa, así como el toque de corneta que utilizaba para anunciar su paso por las calles limeñas y despertar la curiosidad del vecindario. A la simpatía de su apuesta figura se unía la bondad de su producto, un helado de crema denominado Imperial.
Don Pedro traía nieve de los Andes para la fabricación de sus helados. En 1908, siguiendo un consejo de un ingeniero norteamericano y de su amigo y tutor Raffaele Cimarelli, compró una planta para la fabricación de hielo artificial. Este fue el primer paso que dio para la industrialización de su actividad. El negocio prosperó y aumentaron las carretas que mandó fabricar con diseño propio.
Para colaborar con él, hizo venir de Italia a su sobrino Domingo y a dos cuñados, Amedeo y Orlando Di Paolo.
Desde su llegada al Perú, habían nacido otros hijos: Amelia, Pedro, Luis, Umberto, Yolanda y Clelia. Antonio, el mayor de los varones, a los once años de edad, viajó a Italia para cursar sus estudios. En 1911, cuando tenía quince años, fue llamado de vuelta al Perú: su padre se había dado cuenta de que para el desarrollo de su negocio necesitaba formar a un sucesor.

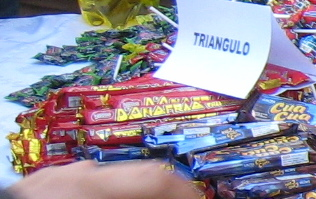
Triángulo D'Onofrio

Antonio D'Onofrio Di Paolo, primogénito de los D'Onofrio, se hallaba al frente del negocio. Sugirió a su padre que tomara un descanso. Habían transcurrido veintidós años desde su llegada al Perú. Pedro y Raffaella decidieron volver a Italia y Antonio recibió en traspaso la fábrica de helados con once carretas, una por cada hijo que tuvo la pareja. Tres de los menores hijos acompañaron a los esposos a Italia: Luis, Yolanda y Clelia.	
Pasaron catorce años antes de que don Pedro regresara nuevamente al Perú, tierra por la que sentían un profundo amor. Cuatro años más tarde, en 1937, don Pedro D'Onofrio Di Resta murió a la edad de 78 años, dejando detrás de sí una herencia de trabajo a sus familiares.
Habían transcurrido ocho años desde que en 1911 Antonio interrumpiera sus estudios en Italia hasta 1919 en que cambiaron la razón social por la de "Antonio D'Onofrio sucesor de Pedro D'Onofrio". El deseo de don Pedro de formar al primogénito como su sucesor se transformó en realidad.
Ya en posesión del negocio, Antonio se impuso la tarea de ampliarlo y modernizarlo. Los helados se vendían cinco meses al año: había que extenderlo a una nueva industria que se mantuviera activa en cualquier época el año. Creó así una fábrica de chocolates de alta calidad, de la que carecía hasta entonces el Perú.

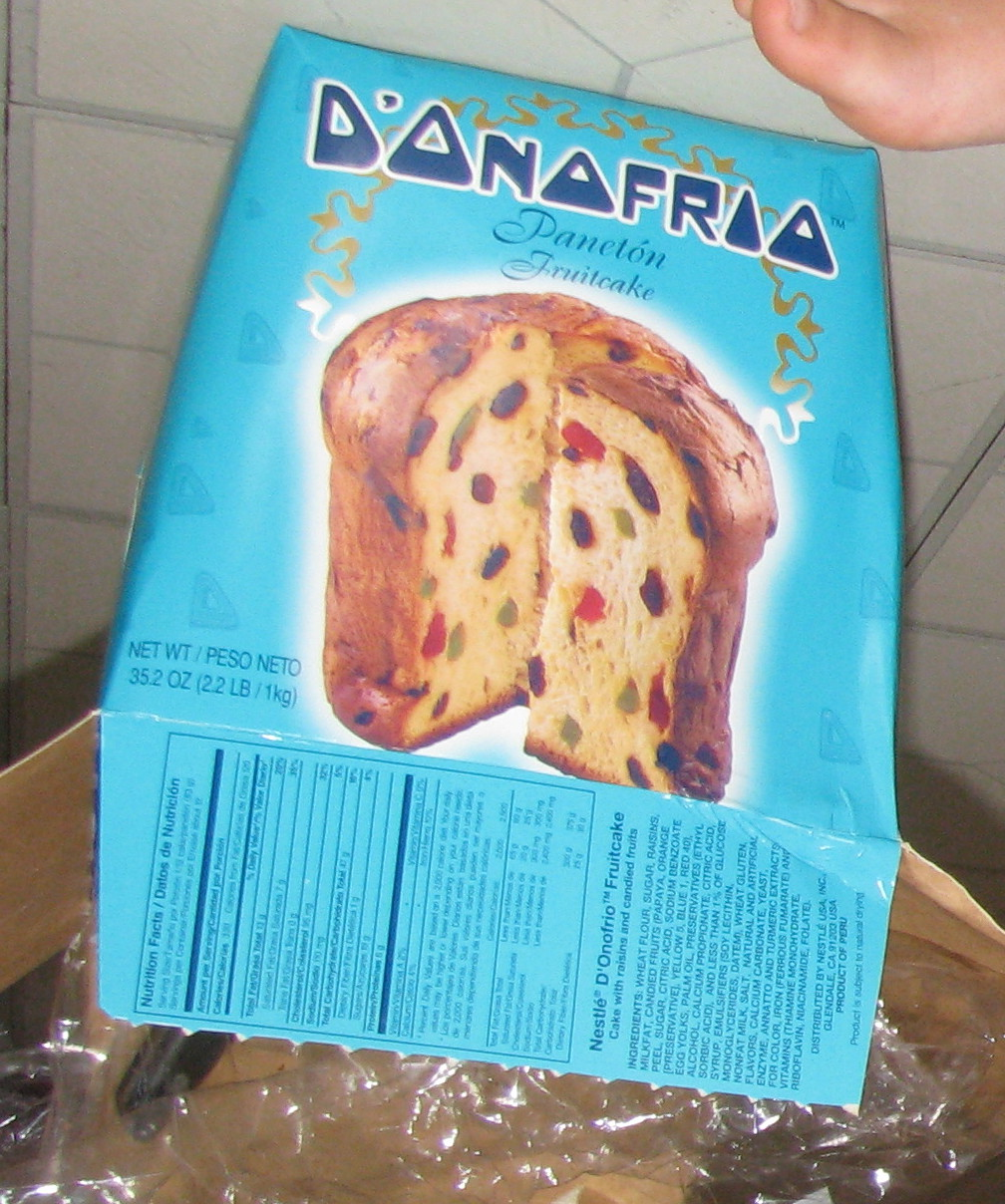
Panetón D'Onofrio

La primera fábrica de chocolates con equipo industrial adquirido en Europa, fue instalada en el año 1924 en el jirón Cotabambas, adyacente a la planta de hielo y helados. En el 1932, regresó de Italia Umberto D'Onofrio Di Paolo, con el título de ingeniero agrónomo. Había viajado en 1914 con su hermano Pedro D'Onofrio Di Paolo. En 1933, lo hizo Luis D'Onofrio Di Paolo, trayendo consigo avanzados estudios y amplia experiencia técnica en la industria dulcera. El aporte de trabajo de los hermanos D'Onofrio permitió a la industria crecer, y producir no solo helados y chocolates, sino también caramelos, galletas y golosinas de todo tipo.
El crecimiento de la industria era tan evidente año tras año que obligó a la empresa a cambiar de local. La nueva sede fue fijada en terrenos del exfundo Aramburú, sobre un área de 36,000 m² frente a la Av. Venezuela. Era el año 1950. Once años después, se verificó el traslado de la planta de helados totalmente modernizada con equipos para la producción de helados tipo ice cream.
En esos años, Antonio ya había firmado un importante acuerdo con la compañía Alemagna de Milán, comprando la fórmula para la producción del panetón D'Onofrio y el derecho de utilizar la confección característica del producto Alemagna que simbolizaba con la A el duomo de Milán. D'Onofrio lo hizo con la D para el primer panetón que vendió en el Perú. Según Perú.com el panetón es una de las marcas más vendidas en el país.

### Actualidad
El imperio comercial fue adquirido en el año 1997 por Nestlé Perú, y hoy sigue manteniendo sus actividades en el mismo local de la avenida Venezuela. En ese año, se registró ante el INDECOPI uno de los primeros sonidos distintivos de la marca, realizado a partir de una corneta.

## Controversia
En el verano del año 2008, se hizo una campaña conocida como "Gracias Perú", la cual ofrecía todos los helados que se vendían en los carritos a un sol, entre el 27 y 28 de marzo de ese año. Sin embargo, hubo un sinfín de quejas, entre ellas la ausencia de muchos carritos (solo en Lima se veían apenas 5 por distrito), la falta de helados que cuesten un sol, algunos comentarios de que tenían que llevar más de un helado para poder pagarlos a un sol, entre otros. Los vendedores afirmaron que D'Onofrio les había dado todo eso para que vendan, y que la información de las ventas fue dada por los encargados de la marca. En 2011, INDECOPI multó a D'Onofrio con 400 UIT (más de S/.1,4 millones) por publicidad engañosa tras esta campaña.

## Helados D'Onofrio
La empresa cuenta con más de 20 helados de diferentes presentaciones y para todos los gustos. Estos helados se venden en varios establecimientos, bodegas de D'Onofrio y carretillas de la misma empresa.

### Helados actuales
- D'Ono Sándwich: sándwich de helado con galleta de chocolate y helado de vainilla. También han existido variaciones de lúcuma, menta y chocolate.
- Mini D'Ono Sándwich (antes: D'Ono Sándwich-ito): el mismo sándwich de helado pero de un tamaño más pequeño.
- Bombones: cubos de helado de vainilla cubiertos de chocolate.
- Alaska: helado frutado de diferentes sabores como fresa, mango, limón, maracuyá, guanábana, zarza mora, etc.
- Morochas: helado de chocolate con trozos de galleta Morochas.
- Frío Rico: cono de helado de vainilla o lúcuma con nueces y salsa de chocolate.
- Frío Rico Premium: Helado Cookies & Cream, Almonds & Chocolate y Capuchino, entre otras variedades temporales. También existen sabores peruanos como Cacao de Ayacucho, Maracuyá de Yautan, Caramelo & Sal de Maras y Fresa de Huaura.
- Copa K-Bana: copa de helado de vainilla y lúcuma.
- Zoorpresa: Helado de crema con chocolate en forma de animales como: Leones, Oso Panda, Pingüino.
- Sublime: helado de chocolate bañado en cobertura de chocolate con maní, basado en el dulce de D'Onofrio Sublime.
- Jet: helado de vainilla o lúcuma (existe una variación mixta) bañado de chocolate.
- B.B.: helado de agua sabor a fresa, chicha morada o limonada.
- Sin Parar: copa de helado sabor vainilla, lúcuma o chocolate bañado en salsa de chocolate. Ha tenido una gran cantidad de variaciones como la Black, Rocker, Street, Menta, etc. Incluso en 2008 fue sacada una versión Hot, con un toque picante.
- Sin Parar Centro Líquido: paleta de helado con cobertura de chocolate y centro líquido de diferentes sabores. Inicialmente salió en variedades Chocolate y Lúcuma, posteriormente salieron variaciones de Fresa, Cookies N'Cream y Caramel & Cookie Brownie.
- Turbo: helado de agua de fresa y naranja. Existe una variante llamada Turbo Max.

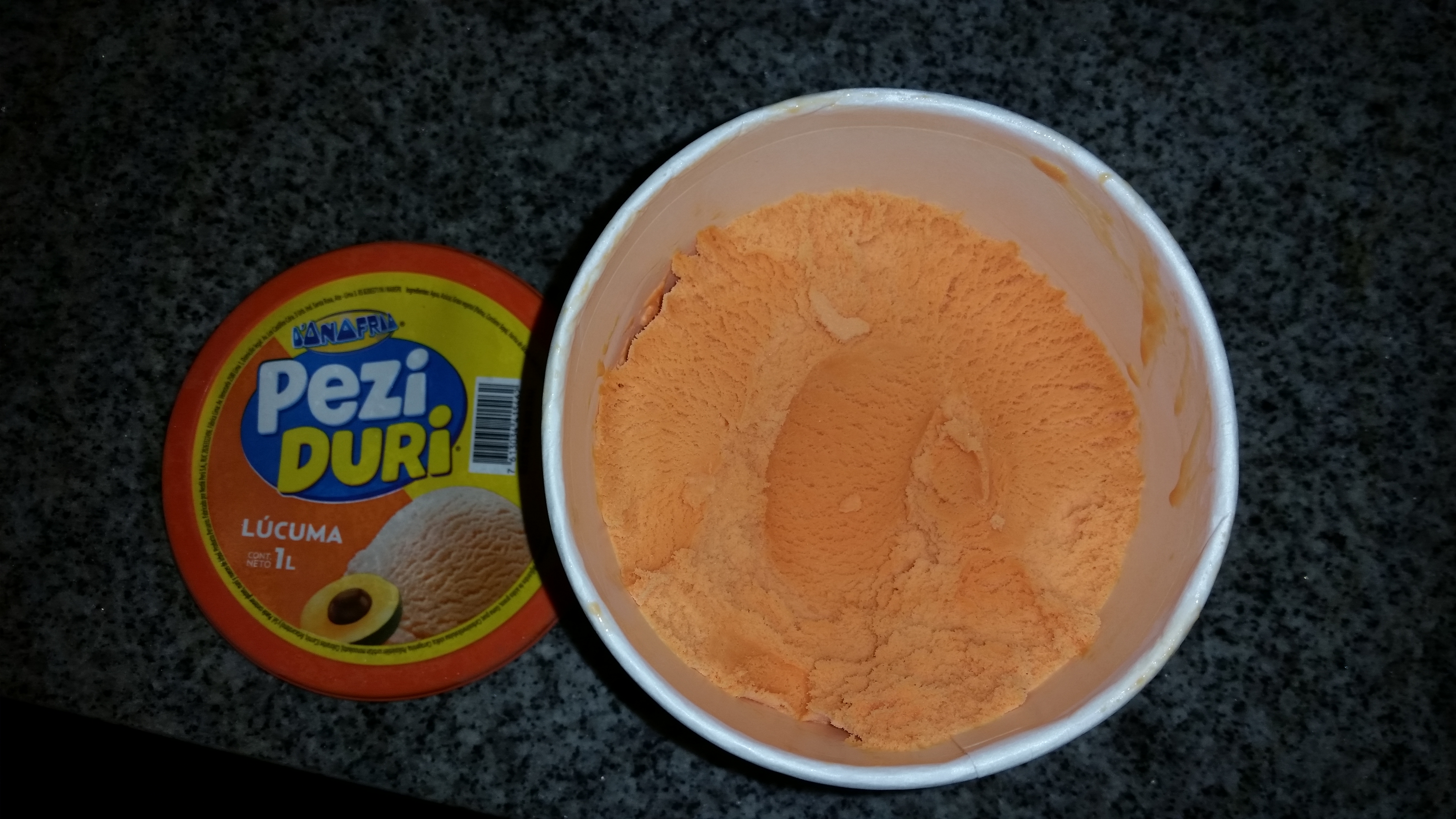
Peziduri de lúcuma

- Peziduri: helado familiar de diferentes sabores: fresa, lúcuma, vainilla, chocolate, tricolor o chocochips. Existen variaciones.
- Dolcetto: helado de lúcuma cubierto con helado de vainilla y recubierto con una capa de chocolate con maní.
- Copa (Clásica y Sundae): helado de copa grande con nueces y salsa de chocolate, similar al Frío Rico.
- Trika (antes: D'onito Trikolo): helado tricolor de vainilla, fresa y lúcuma.
- D'Onito: helado de crema de vainilla y lúcuma o chocolate. La marca ha sufrido por inflación, ya que el helado cuesta s/1,50, ya que antes costaba 50 céntimos de sol
- Lentejas Sorpresa: helado tricolor de sabores variados con cobertura superior de chocolate y grageas. Basado en la golosina Lentejas.
- Tornado: helado familiar de vainilla o lúcuma cubierto de pastel de chocolate.
- Vialetto: helado familiar de vainilla o lúcuma con chocolate.

### Helados anteriores
- Lengua Pop.
- Zombie Pop.

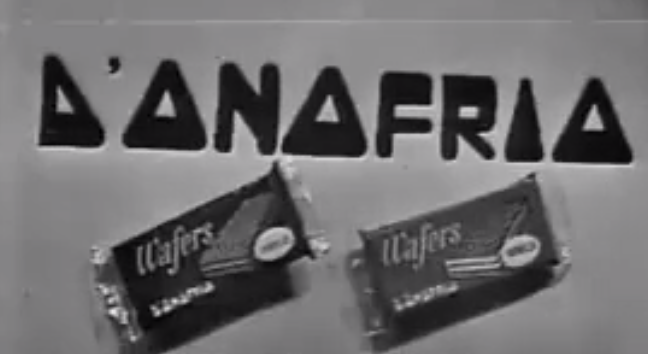
Wafers en 1968.

- Mega: paleta de helado grande de diferentes variaciones. En el Perú, se lanzaron la de Almendras/Vainilla y la de Trufa.
- Pela Pop: helado de crema de vainilla con cubierta sabor plátano.
- Exagelado: helado multicolor frutado de gran tamaño.
- Gragèalo: helado de vainilla cubierto con chocolate y grageas de caramelo.
- Cola de tigre: helado mixto de vainilla y chocolate.
- Triángulo: Helado de chocolate, basado en el dulce Triangulo.
- Princesa: helado de crema de maní bañado en cobertura de chocolate, basado en el dulce de D'Onofrio Princesa.
- Nesquik: helado de chocolate basado en el popular Nesquik de Nestlé.
- Gira Boca: helado multicolor de agua con una perilla para girar el helado.
- Galáctea 7: helado de leche condensada.
- Pinta Lengua: helado de fresa o limón con pinta lengua.
- Explotaz: helado de agua multisabor con saborizante similar a la gaseosa.
- Egocéntrico: helado de vainilla o lúcuma cubierto con chocolate y relleno de salsa de chocolate o mermelada de fresa.
- Inca Kola: helado de agua sabor a la gaseosa peruana Inca Kola.
- Eskimo: helado de crema sabor a fresa.
- Buen Humor: helado de crema sabor a chocolate.
- Mulki: helado de leche condensada cubierto de helado de agua sabor a fresa.
- Sabores peruanos: helados lanzados por temporada de Fiestas Patrias con sabores a algarrobina y queso helado arequipeño.
- ¿Quién es el más rico?: helados basados en los personajes de la serie peruana Al fondo hay sitio. Similares al Jet, existían sabores de lúcuma, vainilla, menta, crema volteada y maní.

## Eventos
Eventos de D'Onofrio y América Televisión (Perú):
- Concierto en casa D'Onofrio (27/02/2021): El primer concierto interactivo para disfrutar desde casa. Con presentaciones de Ezio Oliva, Combinación de La Habana, Hermanos Yaipén, Daniela Darcourt y otras personalidades destacadas.
- Veranísimo: El Veranísimo es un programa de televisión que se hace el 7 de diciembre de cada año en El Gran Malecón de La Gran Playa Agua Dulce en Chorrillos y se transmite por América Televisión (Perú) para recibir el verano con una camaretada de fuegos artificiales sobre el mar y la arena con concierto en la playa con varios artistas internacionales y nacionales. La animación (los conductores y los coconductores) son artistas peruanos de la farándula de nuestro Perú.
- Eventos que no se transmiten por TV y solo por sus redes sociales: El D'Onofest es un festival musical sobre ruedas que organizó Helados D'Onofrio para celebrar su aniversario. El festival se realizó en febrero (27) de 2022 para celebrar el 125 aniversario de la empresa. Los conductores del festival son María Pía Copello y Víctor Hugo Dávila y los artistas que estuvieron cantando en el estudio son Yahaira Plasencia, Nesty, y Anna Carina y la música en vivo la orquesta Chilcano Band. Hubo premios, sorpresas y más, como 1 de los 125 D'Onoboxes que son cajas repletas de helados D'Onofrio hasta las entradas para el concierto de Bad Bunny en Lima Zona Playa y Zona Norte. Y desde los camiones sobre ruedas, en Lima, Tommy Portugal y Jair Mendoza, en Arequipa, Amy Gutiérrez, en Chiclayo, Alma Bella y En Trujillo, You Salsa.  Este evento del 2022 es El festival de música sobre ruedas más grande del Perú en su 125 aniversario.

Eventos de D'Onofrio que no se transmiten por sus redes sociales y en TV y solo presencialmente en la playa)
D'Onoplay: Un evento presencial en las playas de Lima, Perú, que se celebra anualmente para celebrar el aniversario de la compañía. Es similar al DonoFest Virtual 2022, pero tras el fin de la pandemia, DonoPlay (sucesor del DonoFest) ahora se realiza presencialmente.